# Hailey Clauson
Hailey Clauson (Thousand Oaks, California, 7 de marzo de 1995) es una modelo estadounidense, reconocida por ser la imagen de las marcas internacionales Dsquared2, Jill Stuart y Gucci. En 2016 apareció en la portada de la publicación anual Sports Illustrated Swimsuit Issue.

## Carrera
Clauson fue descubierta en un casting a cielo abierto en Los Ángeles, donde obtuvo un contrato con la agencia Ford Models. Empezó a modelar a los 14 años, apareciendo en campañas publicitarias para Wild Fox Couture, Jag Jeans y en el catálogo de Forever 21. En 2009 abandonó Ford Models y firmó con la agencia Marilyn. 
Ese mismo año fue presentada como Modelo del Mes en la edición de octubre de la revista Vogue en su edición japonesa. En septiembre de 2010 hizo su debut en la pasarela en Nueva York y también posó para Zac Posen y Calvin Klein. La temporada debut de Clauson arrojó resultados tan sensacionales que el portal MODELS.com la incluyó en la lista de las 10 mejores nuevas modelos en 2011. A pesar de ser apenas un estudiante de segundo año en la escuela secundaria, ha sido alabada por su equilibrio y madurez, logrando comparaciones con la modelo adolescente estadounidense Karlie Kloss.
En 2011 dejó la agencia Marilyn y firmó con Next Models. Sus campañas publicitarias allí incluyeron Mavi Jeans, Gucci, Dsquared2 y Jill Stuart. En enero de 2014 participó en una campaña publicitaria de Agent Provocateur llamada "Behind Closed Doors", donde fue fotografiada por Miles Aldridge.